# Эшелонная война
Эшелонная война — термин советской историографии, обозначающий способ ведения боевых действий Красной армии вдоль железнодорожных магистралей, в начальный период Гражданской войны и интервенции в России.
В другом источнике указано что Эшелонная война особый вид военных операций вдоль магистралей железных дорог войсками, связанными со своими эшелонами и тылом на колесах. К концу 1918 года, по мере перехода от организации Красной гвардии к Красной Армии эшелонная война теряет свое значение, и борьба с контрреволюцией, постепенно расширяясь, переходит с линий железных дорог к сплошному фронту гражданской войны. Отдельные моменты ведения эшелонной войны авторы первого издания Большой советской энциклопедии отметили в период борьбы с чехо-словаками, поляками и интервентами в 1919 — 1920 годах.

## Условия возникновения
В начальном периоде Гражданской войны в России сплошных линий фронта не существовало и силы противоборствующих сторон были сильно разбросаны по стране. Боевые действия между ними велись на изолированных территориях, далеко отстоявших друг от друга. По мнению российских историков, в противоборствующих армиях в тот период практически полностью отсутствовал войсковой тыл, в том числе средства размещения войск в полевых условиях, не было сапёрных частей, правильно организованного обозного хозяйства и так далее; в результате железнодорожные эшелоны стали не только средством доставки войск Красной армии в районы боевых действий, но и местом их постоянного пребывания.
Небольшая численность вооружённых формирований как революционных, так и контрреволюционных сил, а также наличие вдоль железных дорог готовой проволочной связи, вынуждала противоборствующие стороны привязывать боевые действия к железнодорожным линиям, являвшимся важнейшими коммуникационными линиями как белых, так и красных, обуславливая тем самым направления как боевых действий, так и направления продвижения воинских формирований.

## Особенности
Небольшие вооружённые формирования как с той, так и с другой стороны состояли из отдельных разрозненных отрядов, представленных добровольцами, тылы отсутствовали, снабжение войск осуществлялось за счёт местных ресурсов и трофеев.
Характерной особенностью эшелонной войны были небольшое удаление района боевых действий от железных дорог, наличие открытых флангов, широкое применение бронепоездов и блиндированных (обеспеченных дерево-песчаными бортами и съёмным вооружением) поездов, а в атакующих цепях — пулемётов и лёгких орудий, а также сочетание боевых действий войск с вооружёнными восстаниями в городах и на железнодорожных узлах.
Успех в «эшелонной войне» определялся обычно мощью артиллерийского и пулемётного вооружения броневых поезда, а не качеством или толщиной брони. Фактором, определяющим успех в такого рода боевых действиях, было бесстрашие экипажей, умение владеть штатным оружием, грамотностью тактики ведения боя на железнодорожных ветках.

## Тактика
Командиры двигались за отрядами, управляли ими через конных и пеших посыльных. Разведка и охранение осуществлялись небольшими группами пеших или конных бойцов. Для передвижения по дорогам при необходимости использовались крестьянские подводы. Широко применялись засады, иногда применялся ночной бой.

## Цели
Стратегические цели эшелонной войны сводились к захвату, расширению и закреплению плацдарма на возможно большей территории страны путём взятия под свой контроль крупных населённых пунктов, узловых железнодорожных станций, важных экономических и политических центров.

## Переход к полномасштабной войне
По мере увеличения численности и качества вооружённых сил противоборствующих сторон, перехода к полевым боевым действиям с развёртыванием обширных фронтов Гражданской войны, эшелонная война перестала обеспечивать выполнение как тактических, так и стратегических задач и во второй половине 1918 года практически полностью утратила своё значение.
В художественной литературе реалии «эшелонной войны» ярко описаны в романе Алексея Толстого «Хлеб» о событиях гражданской войны 1918 года в Донбассе и под Царицыным.